# Juha Seppälä
Juha Seppälä, född 9 januari 1956 i Karvia, är en finländsk författare. 
Seppälä väckte tidigt uppmärksamhet som novellist i samlingarna Torni (1986), Super Market (1991) och Suuret kertomukset (2000); den sistnämnda belönades med Runebergspriset 2001. Bland hans romaner märks Silta (1988) och den stort upplagda Routavuosi (2004), som med ofärdsåren i början av 1900-talet som historisk bakgrund växer ut till en frän kritik av den moderna världsordningen som förlorat sin moraliska kompass. Han har även skrivit en rad dramatiska verk och framträtt som kolumnist i tidningen Aamulehti. 